# Tetraleurodes bidentatus
Tetraleurodes bidentatus là một loài côn trùng cánh nửa trong họ Aleyrodidae, phân họ Aleyrodinae.
Tetraleurodes bidentatus được Sampson & Drews miêu tả khoa học đầu tiên năm 1941.